# Leningrad (gruppo musicale)
I Leningrad (in russo Ленинград?), conosciuti anche come Gruppirovka Leningrad o Bandformirovanie Leningrad, sono un gruppo ska punk russo fondato a San Pietroburgo (prima, per l'appunto, Leningrado) da Sergej Šnurov.

## Storia
Composto da 14 membri, il gruppo è nato verso la fine degli anni novanta. Ben presto divennero famosi per i loro testi volgari, motivo principale per cui in un primo momento non sono stati trasmessi dalla maggior parte delle stazioni radio. Ma questo non ha impedito la crescente popolarità dei Leningrad, in parte grazie al suono ricco di ottoni.
Nel 2007 il gruppo ha iniziato a sperimentare canzoni con cori femminili, successivamente si è unita al gruppo la cantante jazz Julija Kogan come membro permanente.
Nel 2008 si sciolsero per riunirsi nel 2010. Hanno prodotto diverse nuove canzoni e video, la maggior parte con la nuova voce solista Kogan e non Šnur.

## Impatto culturale
Come descritto da Šnurov: "Nelle nostre canzoni ci sono solo i lati buoni della vita, vodka e ragazze, questo sono. "Molte delle canzoni recenti dei Leningrad ritraggono donne (con la voce di Julija Kogan) adorare il pene dell'uomo.
La band non è molto gradita dal sindaco di Mosca Jurij Michajlovič Lužkov, che ha fermato tutti i loro tentativi di organizzare grandi eventi durante il suo lungo mandato. Così numerosi spettacoli dei Leningrad a Mosca sono stati limitati a luoghi privati, night club o bar.
Un altro campo di interesse artistico della band sono cliché culturali e politici tradizionali.
Il ritornello della canzone Vybory! ("Kandidaty pidory!", "I candidati sono froci") è diventato un diffuso meme post-sovietico in riferimento all'astensione elettorale.
La canzone del 2010 Bolsche Nikogo disegna San Pietroburgo come "capitale culturale della Russia", ridicolizzata con l'uso di riferimenti all'alcolismo e alla criminalità di strada.
Shnurov si diletta anche a ridicolizzare la musica pop russa e pop rock, soprattutto ricomponendo le loro canzoni e invitando gli altri artisti ad esibirsi dal vivo insieme.

## Formazione
- Sergej "Šnur" Šnurov – voce, testi
- Julija "Julja" Kogan – voce, cori
- Vjačeslav "Sevyč" Antonov – cori, maracas
- Florida Čanturija – cori
- Aleksandr "Puzo" Popov – grancassa, percussioni, voce
- Andrej "Antonyč" Antonenko – tuba
- Denis Možin – direttore del suono
- Grigorij "Zontik" Zontov – sassofono tenore
- Denis "Kaščhej" Kupcov – batteria
- Roman "Šucher" Parygin – tromba
- Andrej "Ded" Kuraev – basso
- Il'ja "Pianist" Rogačevskij – tastiere
- Konstantin "Limon" Limonov – chitarra
- Vladislav "Valdik" Aleksandrov – trombone
- Aleksej "Lëcha" Kanev - sassofono baritono, sassofono alto
- Stas Bareckij - danzatore e mascotte

## Discografia

### Album studio
- 1999 – Pulja
- 1999 – Mat bez ėlektričestva
- 2000 – Dačniki
- 2001 – Pulja+
- 2001 – Made in žopa
- 2002 – Piraty XXI veka
- 2002 – Točka
- 2003 – Leningrad udelyvaet Ameriku
- 2003 – Vtoroj Magadamskij
- 2003 – Dlja millionov
- 2004 – Babarobot
- 2005 – Chujnja (con i Tiger Lillies)
- 2006 – Chleb
- 2006 – Bab'e leto
- 2007 – Avrora
- 2011 – Chna

### Raccolte
- 2004 – Polnoe sobranie sočinenij